# Cá vàng đuôi voan

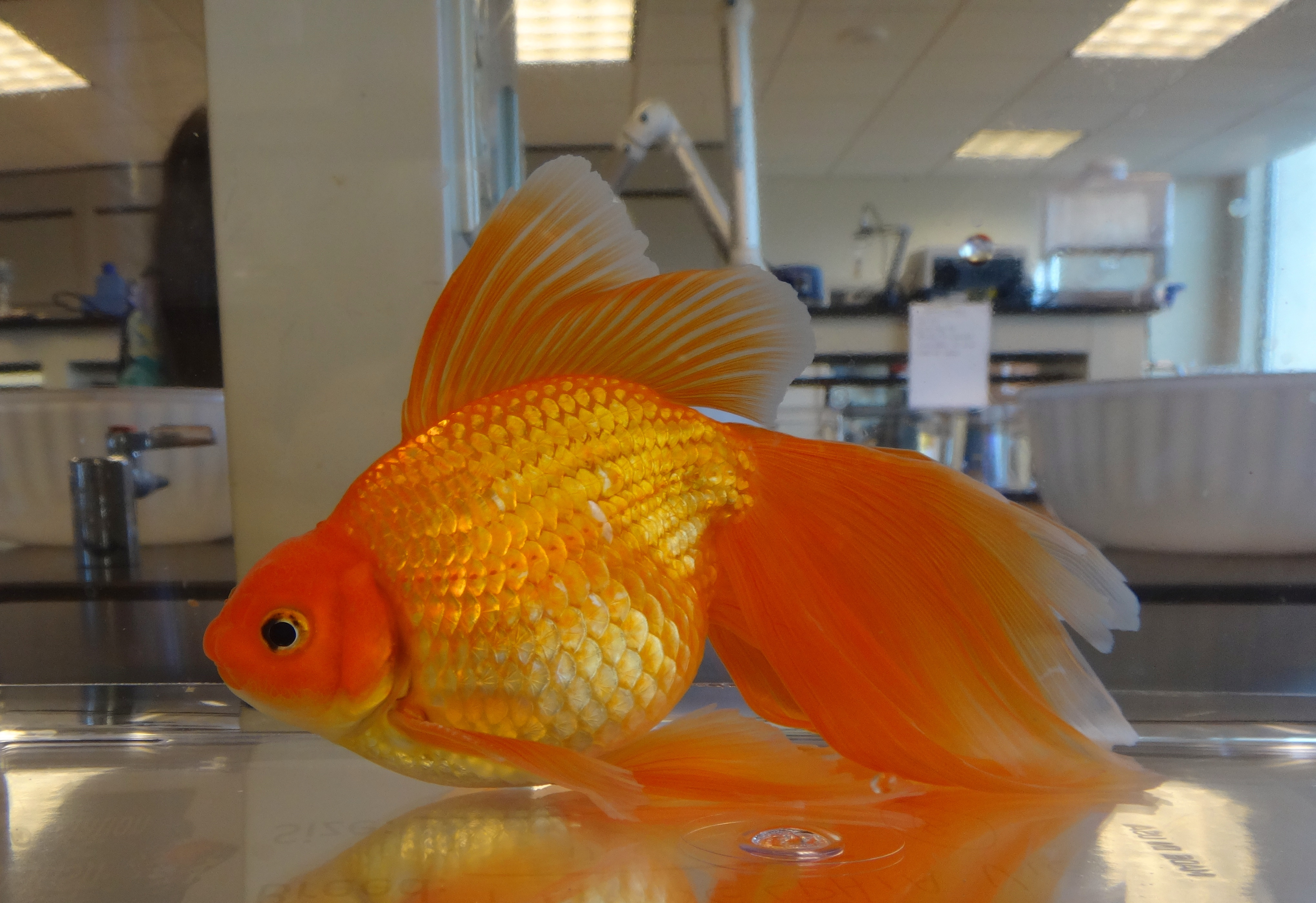
Một con cá vàng đuôi voan ở Philadelphia

Cá vàng đuôi voan (Tiếng Anh: Veiltail) là một giống cá vàng có nguồn gốc từ Mỹ (Philadelphia) và được nhân rộng ra ở Nhật Bản và Trung Quốc, chúng là giống cá vàng phổ biến trên thế giới. Đặc trưng của chúng là chiếc đuôi dài và mềm mại như voan. Tên của chúng được đặt bởi tay chơi lai tạo cá người Mỹ là William T. Innes.

## Đặc điểm
Cá vàng Veiltail có một thân mình ngắn và tròn với hình dáng mềm mại. Kích thước của chúng thông tường từ 18–25 cm, chiều dài cơ thể 5,5 cm, chiều cao >2/3 chiều dài. Một con Veiltail tiêu chuẩn phải có phần chót đuôi phân nhánh rõ hoặc dạng thùy, vây lưng dạng đơn và những vây khác theo cặp, màu sắc đậm và có ở trên vây. Màu sắc của chúng có thể là đốm (calcio) hoặc kim loại. Màu sắc tươi sáng, lanh lợi và cho thấy rõ vây lưng cao và đứng. Màu đậm và lan ra ở cả trên vây. Vây đuôi phải phân chia, chẻ ra ít nhất ¾ chiều dài cơ thể. Đuôi voan là dạng cải tiến của đuôi kép, dài từ 2,5 đến 3 lần chiều dài thân, chóp đuôi bị triệt tiêu khiến đuôi trông giống như "voan".

## Tập tính
Tuổi thọ trên 20 năm. Nhiệt độ nước từ 18-23 °C, có thể chịu được ánh sáng. Điều kiện nước cần duy trì ở pH 6,5-7,5; dH 4-20. Tầng sống của chúng là ở khắp nơi trong bể cá cảnh. Thức ăn dành cho chúng nên kết hợp giữa thức ăn khô dạng hạt hay miếng với thức ăn đông lạnh hoặc tươi sống như trùn chỉ. Sinh sản của chúng khá khó vì chúng là giống khó sinh sản. Chúng nên được chăm sóc với điều kiện đặc biệt.